# Samuel Okudzeto Ablakwa
Samuel Okudzeto Ablakwa est né le 11 août 1980 à Battor (en) au Ghana est un homme politique ghanéen qui est député de la circonscription de Nord Tongu (circonscription parlementaire du Ghana) (en) dans la région de la Volta depuis 2013, élu sur la liste du Congrès national démocratique (NDC). Il a été nommé ministre des Affaires étrangères en 2025 sous le gouvernement du président John Dramani Mahama. Il a précédemment occupé les fonctions de vice-ministre de l'Information et de vice-ministre de l'Éducation sous les administrations des présidents John Atta Mills et Mahama ,.

## Jeunesse et éducation
Ablakwa est né le 11 août 1980 à Aveyime-Battor dans la région de la Volta au Ghana. Il a fréquenté au Lycée presbytérien pour garçons (en) de Legon (Presec-Legon), où il a été vice-président de la Scripture Union. Il a étudié les sciences politiques et la philosophie à l'Université du Ghana, obtenant un baccalauréat ès arts. Il a ensuite obtenu une maîtrise en communication, médias et relations publiques à l'Université de Leicester,,.
Il est également titulaire d'un certificat en leadership de la Harvard Kennedy School pour la gouvernance et d'une maîtrise en sciences de la défense et de la politique internationale du Ghana au Collège de commandement et d'état-major des forces armées  . Avant d’entrer en politique, il était directeur général de Savvi Solutions, une société de communication,.

## Carrière politique

### Implication précoce
Pendant ses études à l'Université du Ghana, Ablakwa a été président de l'Union nationale des étudiants du Ghana (en) (NUGS) de 2005 à 2006. Il a également participé à l'élaboration des politiques de jeunesse pour le manifeste électoral du NDC de 2008 et a été membre du Comité pour l'action commune (CJA), un groupe de pression prônant des réformes économiques et sociales,,.

### Député
Ablakwa a été élu pour la première fois au Parlement en 2012, remportant le siège du Nord Tongu (circonscription parlementaire du Ghana) (en) avec 90,5 % des votes valides exprimés. Il a été réélu aux élections générales de 2016, 2020 et 2024. En tant que député, il a siégé au Comité des nominations et est le membre le plus haut placé du Comité des affaires étrangères. Il a également présidé le Comité des assurances et a été associé à une initiative parlementaire connue sous le nom d'Opération Récupérer tout le butin (ORAL), lancée sous l'administration du Gouvernement Mahama à partir de 2025 (en),,,,,.

### Rôles des sous-ministres
En 2009, Ablakwa a été nommé vice-ministre de l'Information à l'âge de 28 ans, devenant ainsi l'un des plus jeunes ministres de la quatrième République du Ghana. Il a ensuite occupé le poste de vice-ministre de l'Éducation, chargé de l'enseignement supérieur, de 2013 à 2016,,,,,.

### Ministre des Affaires étrangères
En janvier 2025, Ablakwa a été nommé et approuvé au poste de ministre des Affaires étrangères. Il a prêté serment en février 2025, succédant à Shirley Ayorkor Botchwey,,.

## Initiatives publiques
En août 2023, Ablakwa a annoncé son intention d'organiser une manifestation publique sur le thème « Assez de pillages », axée sur les questions de responsabilité publique.
En février 2024, il a inauguré un projet de logement pour les victimes déplacées par la fuite du barrage d'Akosombo, une initiative menée par l'ancien président John Dramani Mahama,.

## Vie personnelle
Ablakwa est marié à Nuhela Seidu, avocate et fille de feu Mumuni Abudu Seidu (en) . Ils ont deux enfants. Il est chrétien. Son oncle, Sam Okudzeto, est avocat et fondateur de Sena Chartered Secretaries Limited,,,,.

## Philanthropie
En 2022, Ablakwa a accordé une bourse à Samelia Mekporsigbe, une élève de l'école primaire Battor DA, qui avait remporté le concours de l'Initiative d'apprentissage régionale de l'USAID de la Volta,.

## Prix et reconnaissance
Ablakwa a reçu plusieurs distinctions, notamment :
- Meilleur jeune leader d'Afrique de l'Ouest par l'Union des étudiants d'Afrique de l'Ouest (2009);
- Prix spécial des anciens élèves décerné par l'Union nationale des étudiants du Ghana (2009);
- Reconnaissance des Conseils traditionnels Mepe et Tepa[9],[34],[35].

## Emploi
- Ministre des Affaires étrangères (2025-présent);
- Vice-ministre de l'Éducation (2013-2016);
- Vice-ministre de l'Information (2009-2013);
- Député, North Tongu (2013-présent);
- Directeur général, Savvi Solutions (2007–2009)[6];

- Président du conseil d'administration, Ghana Christian International High School (2023).